# Louafi Bouguera
Vous lisez un « bon article » labellisé en 2013.
Louafi Boughéra (en arabe : أحمد بوقرة الوافي) (ou, improprement, El Ouafi Boughéra ainsi que Boughéra El Ouafi) est un athlète et ouvrier français né le 15 octobre 1898 à Ouled Djellal en Algérie et mort le 18 octobre 1959 à Saint-Denis en France.
En 1928, il devint le premier athlète africain indigène à conquérir une médaille olympique et a fortiori à être champion olympique en remportant le marathon des Jeux d'été à Amsterdam. Victime de l'exigence d'amateurisme du mouvement olympique, auquel son niveau de vie ne lui permettait pas de prétendre, il ne put poursuivre sa carrière sportive après ces Jeux et finit sa vie dans la misère. Il mourut par balle à Saint-Denis dans des conditions mal élucidées. Son parcours a fait de lui un « symbole du sportif oublié par l'histoire ».

## Biographie

### D'Ouled Djellal aux JO d'AmsterdamviaBillancourt: le marathon de Boughéra

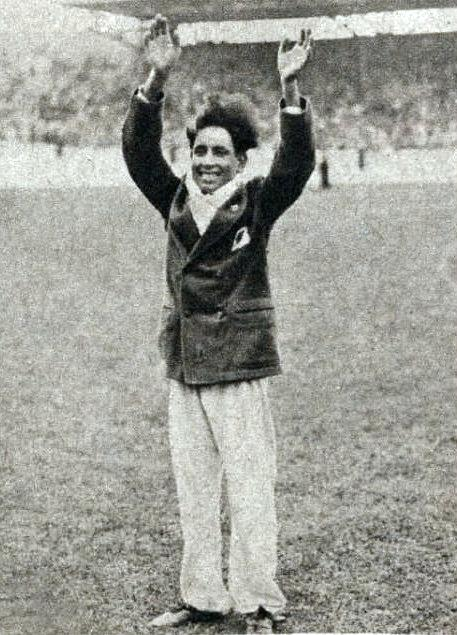
Boughéra au milieu des années 1920.

Né à Ouled Djellal près de Biskra en Algérie à l'époque de la colonisation française, Louafi Boughéra , fit son service militaire au 25e régiment de tirailleurs sénégalais dans les derniers mois de la Première Guerre mondiale puis s'engagea dans l'armée française, ce qui l'amena notamment à participer à l'occupation de la Ruhr consécutive à l'armistice du 11 novembre 1918. Un de ses supérieurs, le lieutenant Vaquer, remarqua, malgré sa constitution chétive, ses grandes capacités de coureur et décida en 1923 de l'envoyer à Paris défendre les couleurs de son régiment dans une compétition sportive militaire. Il fit là-bas forte impression et fut bientôt licencié au CASG. En mai et juin 1924, il concourut sur 15, 25 et 30 kilomètres, mais s'inclina à chaque fois face au coureur français du moment, Jean-Baptiste Manhès. Cependant, lors du marathon des championnats de France (Colombes-Pontoise et retour), Manhès fut devancé par El Ouafi, qui l'emporta en 2 h 50 min 52 s 8,. Les deux coureurs furent autorisés à participer au marathon des Jeux olympiques d'été de 1924, organisés à Paris dans la foulée. Le 13 juillet, El Ouafi Boughéra termina son premier marathon olympique à une honorable septième place en 2 h 54 min 19 s, à treize minutes du vainqueur, le Finlandais Albin Stenroos, Manhès terminant lui à la douzième place.
Ce bon résultat l'autorisa à se préparer plus intensivement, mais ne lui assura aucun revenu. Comme il fallait bien vivre, il se fit embaucher comme décolleteur chez Renault à Boulogne-Billancourt, fabriquant désormais des boulons et des rivets automobiles. Il devint alors membre du club de son employeur, le COB (Club olympique de Billancourt). Une période plutôt heureuse selon Patrick Pierquet : « De fait, la course à pied lui ouvrit tout d'abord le chemin de Paris, puis elle le mit en contact avec des camarades dont il appréciait si fort la compagnie, au cours des déplacements sportifs du dimanche, qu'il n'en finissait pas de sourire ; elle le projeta finalement de l'ombre des ateliers de Billancourt à la lumière radieuse du podium olympique ». L’ancien crossman Louis Corlet le prit sous son aile, sans que cela le dispense de travailler à l'usine : « ces longues séances d'entraînement ponctuées de sorties dans les sous-bois portèrent leurs fruits, et il se vit de nouveau retenu pour courir le marathon olympique à Amsterdam ». De fait, il monta en puissance dans les mois précédant immédiatement les Jeux et démontra, comme cela avait été le cas en 1924, cette capacité rare à mener un entraînement intensif pour être au meilleur de sa forme au bon moment. Ainsi, si deux mois avant les Jeux olympiques d'été de 1928, il se classait sixième d'un Paris-Corbeil, il enchaîna les courses et lors des championnats de France, le 8 juillet, il termina, comme il l'avait fait quatre ans plus tôt en juin 1924, à la première place du « marathon » qui reliait Maisons-Alfort à Melun. Avec un temps de 2 h 20 min 3 s, il devança à cette occasion les deux stars montantes du marathon français, Jean Gérault (2 h 21 min 20 s) et Guillaume Tell (2 h 25 min 17 s), qualifiés comme lui pour les Jeux prévus un mois plus tard.

### Le triomphe inattendu des Jeux olympiques de 1928

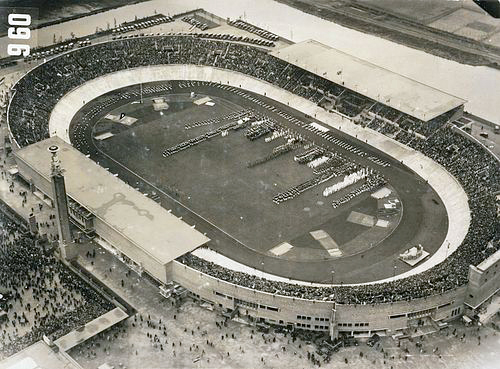
Le stade olympique d'Amsterdam qui vit l'arrivée victorieuse de Boughéra.

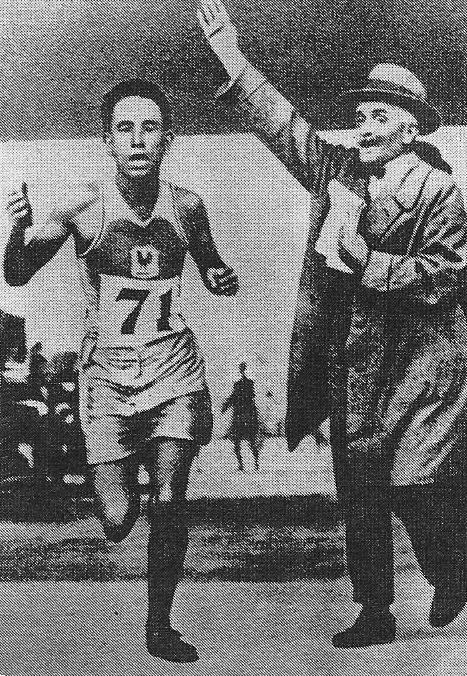
El Ouafi Boughéra victorieux du marathon des JO de 1928.

À Amsterdam, lors de l'épreuve du marathon du dimanche 5 août, Boughéra El Ouafi n'avait rien d'un favori : « Les analystes en sont certains, le marathon sera japonais, finlandais peut-être, mais certainement pas français » ».
La course devait débuter et s'achever au stade olympique, au terme d'un parcours qui, pour l'essentiel, consistait en un itinéraire aller-retour sur des digues de surfaces variées (bitume, gravier, pavés…) destinées à canaliser la rivière Amstel ou drainer les polders. La météo était douce, avec une température de 16,1 °C et un léger vent de nord/nord-ouest, grossièrement dans l'axe du parcours, ce qui favorisa d'abord les coureurs (vent arrière) mais sollicita ensuite leur organisme dans la seconde partie de la course, au moment où ils étaient déjà fatigués (vent de face). Les compétiteurs, essentiellement des représentants de pays européens ou nord-américains, s'élancèrent à 15h14.
Bouguéra démarra prudemment : il était en vingtième position (sur 69 coureurs) au dixième kilomètre, à 2 min 30 s du premier. Le dossard 71 resta, durant les trois quarts de la course, en retrait derrière les meneurs, dans une course d'attente souple et régulière que lui imposait sa foulée courte, peu compatible avec le rythme soutenu des hommes de tête qui, loin de gérer leur avance, cherchaient à faire la différence bien avant la fin de la course. Il remonta cependant peu à peu pour pointer, au kilomètre 21, à la septième place, derrière les Japonais Yamada et Ishida, l'Américain Joie Ray, les Finlandais Martellin et Laaksonen et le Canadien Bricker. Au 32e kilomètre, il se trouvait à la troisième place. À cinq kilomètres de l'arrivée, il dépassa l'Américain Joie Ray puis le Japonais Kanematsu Yamada, sujets aux crampes et épuisés par la lutte qu'ils s'étaient imposée en tête de course. Aucun participant ne le rattrapa malgré la remontée spectaculaire du Chilien Manuel Plaza et c'est l'athlète au maillot frappé du coq gaulois que les trompettes saluèrent lors de son entrée dans le stade olympique d'Amsterdam, au terme d'une course de 2 h 32 min 57 s, avec 26 secondes d'avance sur Plaza, et plus de deux minutes sur le troisième, le Finlandais Martti Marttelin,. À l'issue de la course, Boughéra regagne modestement les vestiaires, tandis que Plaza se lance dans un tour d'honneur.
Déjouant tous les pronostics, Boughéra fut le seul représentant de l'athlétisme français à remporter un titre lors des neuvièmes Jeux olympiques, qui plus est dans une épreuve reine, considérée alors comme celle sollicitant le plus les limites du corps humain. Le fait que le seul Français à remporter une épreuve d'athlétisme soit un indigène algérien « acheva de convaincre le monde sportif métropolitain que l'Empire représentait un réservoir d'athlètes » potentiel considérable,, et cela même si cette stratégie qui s'intéressait, en matière sportive, davantage à la couleur du drapeau qu'à celle de la peau ne faisait pas l'unanimité. De ce point de vue, le sport français apparaît comme précurseur relativement à l'usage au Royaume-Uni.
Cette plus grande tolérance du sport français ne doit cependant pas masquer le peu d'écho qu'eut la victoire de Boughéra et l'absence de réelle identification au médaillé au sein de la société française. L'historien Pierre Lanfranchi l'explique en partie par la popularité relative de l'athlétisme en France : au contraire du cyclisme, ce sport ne constituait pas un des fondements des valeurs et de la fierté nationales. Surtout, la victoire de Boughéra surprit à un tel point que personne ne sut réellement comment interpréter politiquement l'évènement, à commencer par l'athlète lui-même, au contraire de ce qui se passa près de trente ans plus tard avec Alain Mimoun.

### Retour à la misère et à l'anonymat
De fait, pour Patrick Pierquet, « cette médaille d'or ne fit pas le bonheur de Louafi Boughéra : mal entouré, mal conseillé, abandonné à lui-même, le nouveau champion olympique n'était pas préparé à cette gloire relative et soudaine ». À l'époque, les sportifs des Jeux olympiques, conformément au credo du Comité international olympique, devaient être amateurs, c'est-à-dire qu'ils ne devaient pas vivre de leurs talents. Il s'agissait notamment de protéger la pureté des compétitions des combines liées aux paris qui caractérisaient les courses professionnelles. Or, El Ouafi, pour s'assurer quelques revenus, céda quelques mois après sa victoire aux sirènes du professionnalisme. Ainsi, le 22 octobre 1928, il remporta le prix de 4 000 $ promis au vainqueur d'une course opposant au Madison Square Garden des gloires contemporaines (Joie Ray, El Ouafi) ou plus anciennes (le Britannique Arthur F. H.Newton, le Finlandais William Kolehmainen (en), l'Estonien Jüri Lossmann, médaille d'argent à Anvers en 1920) du marathon : il devança à nouveau à cette occasion Joie Ray en 2 h 44 min 55 s. Puis il répondit aux sollicitations d'un patron de cirque américain : il participa à une série de spectacles aux États-Unis, lors d'une tournée de six mois entre 1929 et 1930 ; il courait contre des hommes et des animaux en échange d'une rémunération. Dès lors, de retour à Paris, le Comité national olympique et la Fédération française d'athlétisme l'exclurent pour professionnalisme.

Plus tard, en 1956, Boughéra revint pour la presse sur ses déboires d'après JO : 

«  J'ai été ballot d'accepter de traverser l'Atlantique [...] mais je ne sais pas si vous vous rendez compte de ce que ça représentait pour moi, un manœuvre des usines Renault, d'aller en Amérique ! J'ai accepté, tiens ! Tous mes frais étaient payés. C'est beau, vous savez, l'Amérique. [...] Au Chilien qui a été derrière moi à Amsterdam, son président a donné une villa. Le mien m'a disqualifié ! J'ai mis les quelques sous que je possédais dans un fonds de commerce, un café. Mais je suis un balourd, mon associé m'a escroqué. »

En effet, une fois exclu du mouvement olympique, Louafi Boughéra acheta un café à Paris dans le secteur de la gare d'Austerlitz avec un partenaire. Dupé par celui-ci, il dut trouver une autre activité et devint peintre au pistolet. Il résidait dans un meublé à Saint-Ouen et travaillait aux usines Alsthom, jusqu'à ce qu'il soit renversé par un autobus et se retrouve dans l'incapacité de travailler. Il fut alors recueilli par la famille de sa sœur à Stains.
Boughéra fut rappelé en 1956 au souvenir des Français par l'athlète Alain Mimoun, alors au sommet de sa gloire, puisqu'il venait lui-même de remporter à nouveau, vingt-huit ans après, le marathon aux Jeux olympiques de Melbourne. Alain Mimoun, lui aussi né en Algérie, convia Boughéra, malade et usé, à la réception organisée au Palais de l'Élysée en son honneur, et le présenta au président René Coty, qui lui trouva ultérieurement un emploi de gardien de stade en banlieue parisienne ; cette même année, le journal L'Équipe lança une souscription auprès de ses lecteurs pour assurer une vieillesse décente à l'ancien marathonien, vieux et oublié.

### Décès par balles

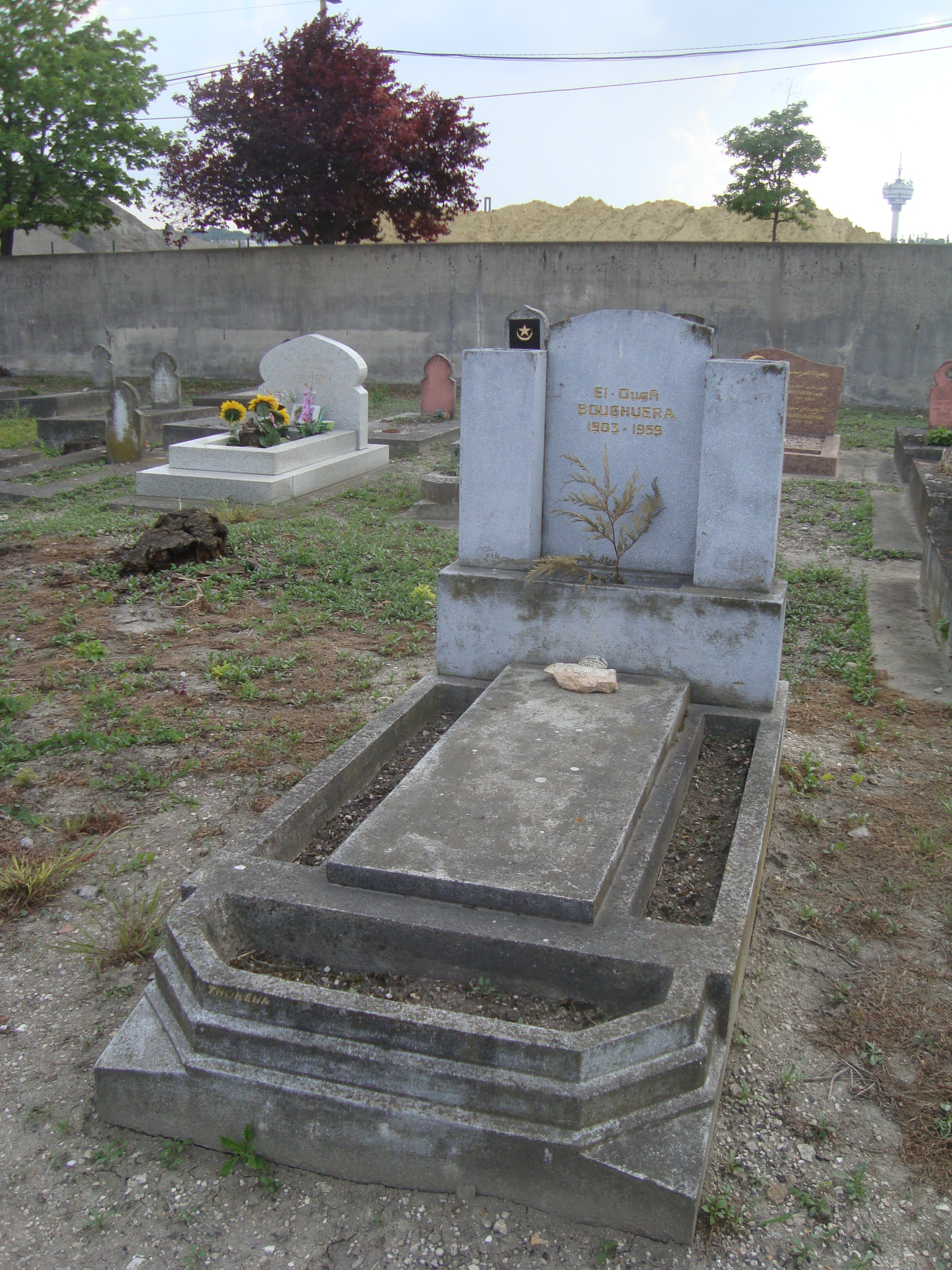
Tombe de l'athlète dans le cimetière musulman de Bobigny (carré 5 bis, ligne 2, tombe 48).

Il n'en profita pas longtemps : il mourut à 61 ans le 18 octobre 1959, en pleine guerre d'Algérie.
Concernant la mort de Boughéra, les versions divergent.
Les médias de l'époque ont dit que le FLN avait mitraillé les consommateurs d'un café de Saint-Denis près de Paris, parmi lesquels se trouvait Louafi Boughéra qui y trouva la mort. Selon la nièce du champion, c'était son propre père qui était visé et Louafi Boughéra ne fut qu'une victime collatérale des tireurs du FLN, en l'occurrence dans l'appartement qui surplombait le café évoqué dans les journaux de l'époque. Selon Mimoun, c'est en s'interposant entre les tueurs et sa sœur, dont le mari aurait refusé de leur régler l'impôt révolutionnaire, qu'il trouva la mort. Enfin, une autre version place la mort de Boughéra dans le cadre d'une querelle familiale autour de l'héritage de son neveu, propriétaire de trois petits hôtels à Saint Denis, dispute qui aurait mal tourné et aurait entraîné la mort de trois personnes, dont l'ancien champion olympique, dans une chambre du 10, rue du Landy à la Plaine Saint-Denis.
Louafi Boughéra est inhumé au cimetière musulman de Bobigny, ses funérailles étant financées par le Comité national olympique, qui l'avait pourtant exclu pour professionnalisme en 1930.

## Hommages
Depuis 1998, une rue aménagée lors de la construction du Stade de France porte son nom à Saint-Denis, un gymnase à La Courneuve, un square à Bobigny, ainsi qu'une piste d'évolution sportive à Échirolles, inaugurée en 2022. Le pont au-dessus de la Seine reliant les deux parties du Village olympique de Saint-Denis construit à l'occasion des Jeux olympiques d'été de 2024 est dénommé en décembre 2024 Pont olympique Louafi Bouguera,,.
Un autre stade a porté le nom d'El Ouafi : sur proposition du comité d'entreprise et de la CGT de Renault, le nom d'El Ouafi avait été donné à un complexe sportif de Meudon propriété de l'entreprise. Racheté par la ville de Sèvres en 1960, ce complexe sportif n'est plus connu aujourd'hui que comme le stade « de la fosse Renault ». Une allée de la ville de Boulogne-Billancourt, située non loin des anciennes usines Renault où il a travaillé, porte également son nom.
Sa nièce Salima Zeroug déplore en 2014 qu'aucun hommage n'ait été rendu à sa mémoire en Algérie, sinon une auberge de jeunesse dans son village natal d'Ouled Djellal.
En 1978, la Corée du Nord édite une série de 16 timbres commémorant le 80e anniversaire de l'ère moderne des Jeux olympiques (1896-1976), dont l'un représente « Ahmed El Ouafi ».
Un film portrait lui est consacré : Champions de France - Boughéra El Ouafi, série Champions de France de Pascal Blanchard et Rachid Bouchareb, raconté par Lilian Thuram en 2016.[voir en ligne]
En 2018, Arte met en ligne un web-documentaire d’Olivia Laurin intitulé El-Ouafi Boughera, le marathonien de l’histoire.
Dans le livre Le Mirage El Ouafi, Fabrice Colin écrit en 2019 une biographie en partie fictive du médaillé d'or oublié.
En 2021 parait la bande dessinée Marathon scénarisée et dessinée par Nicolas Debon. Puis en février 2022 paraît un autre album de bande dessinée intitulé L'or d'El Ouafi dont les auteurs sont Paul Carcenac, Pierre-Roland Saint-Dizier et Christophe Girard. Enfin, fin mai 2022 paraît la première biographie de l'athlète aux éditions L'Harmattan et écrite par Clément Genty.

## Palmarès et record
| Date | Compétition     | Lieu      | Résultat | Épreuve  | Performance     |
| ---- | --------------- | --------- | -------- | -------- | --------------- |
| 1924 | Jeux olympiques | Paris     | 7e       | Marathon | 2 h 54 min 19 s |
| 1928 | Jeux olympiques | Amsterdam | 1er      | Marathon | 2 h 32 min 57 s |

| Date | Compétition            | Lieu                   | Résultat | Épreuve  | Performance     |
| ---- | ---------------------- | ---------------------- | -------- | -------- | --------------- |
| 1924 | Championnats de France | Colombes               | 1er      | Marathon | 2 h 50 min 52 s |
| 1928 | Championnats de France | Maisons-Alfort — Melun | 1er      | 38,5 km  | 2 h 20 min 03 s |

| Épreuve  | Performance     | Lieu      | Date        |
| -------- | --------------- | --------- | ----------- |
| Marathon | 2 h 32 min 57 s | Amsterdam | 5 août 1928 |